# Frederick Twort
Frederick William Twort FRS (22 tháng 10 năm 1877 - 20 tháng 3 năm 1950) là một nhà nghiên cứu vi khuẩn học người Anh và là người phát hiện ban đầu về thực khuẩn thể - phage (virus gây nhiễm vi khuẩn) vào năm 1915. Ông theo học y khoa tại Bệnh viện St Thomas, Luân Đôn, là giám sát viên của Viện Nghiên cứu động vật Brown, và là giáo sư về vi khuẩn học tại Đại học Luân Đôn. Ông đã nghiên cứu bệnh Johne, một bệnh nhiễm trùng đường ruột mạn tính của bò, và cũng phát hiện ra rằng vitamin K là cần thiết do phát triển vi khuẩn phong.